# Agnes Hürland-Büning
Agnes Hürland-Büning geb. Oleynik (* 17. Mai 1926 in Dorsten; † 9. März 2009 ebenda) war eine deutsche Politikerin. Sie war von 1977 bis 1983 Vorsitzende des CDU-Kreisverbandes Recklinghausen und von 1979 bis 1983 stellvertretende Vorsitzende des CDU-Landesverbandes Westfalen-Lippe. Von 1987 bis 1991 war sie Parlamentarische Staatssekretärin im Bundesministerium der Verteidigung. Hürland-Büning war als Industrielobbyistin in die CDU-Spendenaffäre verwickelt.

## Werdegang
Hürland-Büning war bis 1968 Immobilienmaklerin, danach Sekretärin und bis 1972 als Arbeitsvermittlerin tätig. Danach zog sie mit 46 Jahren in den Bundestag ein. Sie führte ein recht unauffälliges parlamentarisches Dasein, bis Helmut Kohl sie 1987 als Parlamentarische Staatssekretärin für das Bundesverteidigungsministerium ins Kabinett holte. 1991 schied sie aus dem Bundestag aus.

## Ermittlungen
Nach dem Bericht des Untersuchungsausschusses zur Spendenaffäre schloss Hürland-Büning nach ihrer Zeit im Bundesverteidigungsministerium zweifelhafte Beraterverträge u. a. mit Thyssen, Elf Aquitaine und E-Plus über 10 Mio. DM ab. Dafür setzte sie sich zum Beispiel gegen den Bau einer Pipeline von Wilhelmshaven nach Leuna ein, die das Raffinerieprojekt in Sachsen-Anhalt hätte gefährden können.
Ihre Mitarbeit in der Bundeswehr-Zukunftskommission (sog. Weizsäcker-Kommission) musste sie aufgeben, nachdem der Untersuchungsausschuss ihre Verstrickung in die Leuna-Affäre aufgedeckt hatte. Die BILD-Zeitung nannte sie „Frau Raffzahn“, da sie Häuser und Wohnungen u. a. in Dorsten, Schermbeck, Dresden, Annaberg-Buchholz, Freital und Dietfurt an der Altmühl besitzen soll, wegen angeblich defizitärer Immobilien jedoch ihre Gewerbesteuerschuld stunden ließ. Nach Angaben der Süddeutschen Zeitung betrug ihre Steuerschuld 2002 allein bei der Stadt Dorsten 282.856 EURO. Sie tilgte ihre Rückstände seither mit monatlichen Raten in Höhe von 1000 EURO.
Die Staatsanwaltschaft Düsseldorf leitete im Jahr 2000 Ermittlungen ein gegen Agnes Hürland-Büning wegen schweren Betruges, Falschaussage und Steuerhinterziehung. 2007 stellte das Landgericht Düsseldorf das Verfahren wegen Verhandlungsunfähigkeit bis auf Weiteres ein. Im August 2008 wurde „wegen dauernder Verhandlungsunfähigkeit der Angeklagten“ das Verfahren endgültig eingestellt. Ein im August 2007 gestellter Antrag der SPD in Dorsten, das örtliche Rechnungsprüfungsamt mit der Überprüfung des Stundungsfalls zu beauftragen, fand keine Mehrheit.
Agnes Hürland-Büning verstarb am 9. März 2009 in Dorsten.

## „Hürlandausfahrt“
An der A 31 befindet sich zwischen den Anschlussstellen Dorsten und Schermbeck eine unbeschilderte Anschlussstelle von bzw. in Richtung Süden, die vom Parkplatz Holsterhausen aus erreicht werden kann. Diese Ausfahrt wird „Hürlandausfahrt“ genannt – in Anspielung auf die früher in unmittelbarer Nähe wohnende ehemalige Verteidigungsstaatssekretärin. Diese Anspielung geht darauf zurück, dass die versteckte Ausfahrt als Abkürzung für Hürland-Bünings Weg zum Ministerium in Bonn errichtet worden sein soll.

## Ehrungen
- 1985: Großes Verdienstkreuz der Bundesrepublik Deutschland
- 1993: Großes Verdienstkreuz mit Stern der Bundesrepublik Deutschland